# Лохути (джамоат)
Джамоат имени Лохути (тадж. Ҷамоати деҳоти Лоҳутӣ) — административная единица в составе города Канибадам Согдийской области Республики Таджикистан. Джамоат назван в честь А. Лахути — известного таджикского поэта советской эпохи. В состав джамоата им. Лохути входят:
| Населённый пункт | Прежнее название | Население, чел. (2017) |
| ---------------- | ---------------- | ---------------------- |
| Лохути           |                  | 8690                   |
| Санджитзор       | Чигдалик         | 1204                   |
| Джахонзеб        | Каракчикум       | 11172                  |

Население занимается выращиванием хлопчатника и скотоводством. В общей сложности на территории джамоата к 2015 году проживало 21652 человек.